# کینتانییا د انسیمو
کینتانییا د انسیمو (به اسپانیایی: Quintanilla de Onésimo) یک شهرستان در اسپانیا است که در استان وایادولید واقع شده‌است.